# استفانی او
استفانی او (انگلیسی: Stephanie Au؛ زادهٔ ۳۰ مهٔ ۱۹۹۲) ورزشکار ورزش شنا اهل چین است.
وی در مسابقات کشوری و بین‌المللی در مجموع برندهٔ ۴ مدال نقره و ۳ مدال برنز شده‌است.